# Orel Hershiser
Orel Leonard Hershiser (Búfalo, Nueva York, 16 de septiembre de 1958), más conocido como Orel Hershiser, es un exjugador profesional estadounidense de béisbol que se desempeñó en la posición de lanzador en las Grandes Ligas de Béisbol (MLB). Logró obtener un Guante de Oro.

## Carrera
Hershiser jugó como profesional doce temporadas en Los Angeles Dodgers (1983-1994), después pasó a Cleveland Indians (1995-1997), luego a San Francisco Giants (1998), posteriormente a New York Mets (1999), y finalmente, regresó a Los Angeles Dodgers, donde jugó una temporada (2000), y fue el equipo en el que se retiró.

## Premios
Fue galardonado con el Guante de Oro en una oportunidad (1988).